# 50. Legislaturperiode der Schweizer Bundesversammlung
Die 50. Legislaturperiode der Schweizer Bundesversammlung begann am 30. November 2015. Sie endete am 2. Dezember 2019 mit der konstituierenden Sitzung der 51. Legislaturperiode. Tagungsort des National- und des Ständerates war das Bundeshaus in Bern.

## Sessionen
In der Regel finden vier dreiwöchige Sessionen der Bundesversammlung pro Kalenderjahr statt. Bei hohem Arbeitsanfall oder aufgrund ausserordentlicher Ereignisse können die Räte zu zusätzlichen Sessionen einberufen werden (Sondersessionen oder ausserordentliche Sessionen).

## Zusammensetzung
| Partei | Partei                              | Abk.   | Sitze Gesamt | Nationalrat | Ständerat | Veränderung |
| ------ | ----------------------------------- | ------ | ------------ | ----------- | --------- | ----------- |
|        | Schweizerische Volkspartei          | SVP    | 70           | 65          | 5         | +11         |
|        | Sozialdemokratische Partei          | SP     | 55           | 43          | 12        | −2          |
|        | FDP.Die Liberalen                   | FDP    | 46           | 33          | 13        | +5          |
|        | Christlichdemokratische Volkspartei | CVP    | 40           | 27          | 13        | −1          |
|        | Grüne Partei                        | GPS    | 12           | 11          | 1         | −5          |
|        | Bürgerlich-Demokratische Partei     | BDP    | 8            | 7           | 1         | −2          |
|        | Grünliberale Partei                 | glp    | 7            | 7           | –         | −7          |
|        | Evangelische Volkspartei            | EVP    | 2            | 2           | –         | 0           |
|        | Lega dei Ticinesi                   | Lega   | 2            | 2           | –         | 0           |
|        | Christlichsoziale Partei Obwalden   | CSP OW | 1            | 1           | –         | 0           |
|        | Mouvement citoyens genevois         | MCG    | 1            | 1           | –         | 0           |
|        | Partei der Arbeit                   | PdA    | 1            | 1           | –         | +1          |
|        | parteilos                           |        | 1            | 0           | 1         | 0           |

## Präsidien

### Nationalrat
| Amtsdauer | Amtsdauer | Ratspräsident            | Kanton   | Bemerkung       |
| --------- | --------- | ------------------------ | -------- | --------------- |
|           | 2015      | Luzi Stamm               | Aargau   | Alterspräsident |
|           | 2015/2016 | Christa Markwalder       | Bern     |                 |
|           | 2016/2017 | Jürg Stahl               | Zürich   |                 |
|           | 2017/2018 | Dominique de Buman       | Freiburg |                 |
|           | 2018/2019 | Marina Carobbio Guscetti | Tessin   |                 |

### Ständerat
| Amtsdauer | Amtsdauer | Ratspräsident       | Kanton                |
| --------- | --------- | ------------------- | --------------------- |
|           | 2015/2016 | Raphaël Comte       | Neuenburg             |
|           | 2016/2017 | Ivo Bischofberger   | Appenzell Innerrhoden |
|           | 2017/2018 | Karin Keller-Sutter | St. Gallen            |
|           | 2018/2019 | Jean-René Fournier  | Wallis                |

## Fraktionschefs
| Fraktion  | Fraktion                                      | Amtsdauer     | Fraktionschef        | Kanton |
| --------- | --------------------------------------------- | ------------- | -------------------- | ------ |
|           | Fraktion der Schweizerischen Volkspartei      | 2012–2017     | Adrian Amstutz       | Bern   |
| seit 2017 | Fraktion der Schweizerischen Volkspartei      | Thomas Aeschi | Zug                  |        |
|           | Sozialdemokratische Fraktion                  | seit 2015     | Roger Nordmann       | Waadt  |
|           | FDP-Liberale Fraktion                         | 2015–2017     | Ignazio Cassis       | Tessin |
| seit 2017 | FDP-Liberale Fraktion                         | Beat Walti    | Zürich               |        |
|           | Fraktion CVP/EVP                              | seit 2014     | Filippo Lombardi     | Tessin |
|           | Grüne Fraktion                                | seit 2013     | Balthasar Glättli    | Zürich |
|           | Grünliberale Fraktion                         | seit 2011     | Tiana Angelina Moser | Zürich |
|           | Fraktion der Bürgerlich-Demokratischen Partei | seit 2015     | Rosmarie Quadranti   | Zürich |

## Mitglieder des Nationalrates
Siehe Liste der Mitglieder des Schweizer Nationalrats in der 50. Legislaturperiode

## Mitglieder des Ständerates
Siehe Liste der Mitglieder des Schweizer Ständerats in der 50. Legislaturperiode